# Cazaci de la Azov
Armata cazacilor de la Azov (în limba rusă: Азовское Казачье Войско) a fost o armată căzăcească care a funcționat în nordul Mării Azov între anii 1832 – 1862.
Armata a fost formată prin recolonizarea mai multor grupuri de cazaci. Cei mai mulți cazaci proveneau din fostul Sici Dunărean, care se repatriaseră în Imperiul Rus în 1828. Armata cazacilor de la Marea Azov a singura armată căzăcească din Imperiul Rus ale cărei îndatoriri de bază priveau paza de coastă. Armata a participat în principal la luptele Războiul Caucazului și la Războiul Crimeii.

## Mutarea în regiunea Mării Azov
În timpul Războiului ruso-turc din 1828–1829, cazacii Siciului Dunărean, care trăiau încă din 1775 în Delta Dunării aflată sub controlul Imperiului Otoman, s-a împărțit în două tabere. Prima își proclamau loialitatea față de Imperiul Rus creștin-ortodox, iar cea de-a doua rămânea credincioasă Imperiului Otoman musulman. Prima facțiune, condusă de atamanul Osip Gladki, a ales să se refugieze în teritoriul controlat de Imperiul Rus. Ei au fost iertați de împăratul Nicolae I în 1828. Țarul a organizarea acestor cazaci în Armata zaporijiene speciale, armată care a participat la tot războiul din 1828 – 1829.
După victoria rușilor, a fost înființată și o nouă Armată a cazacilor dunăreni, a căror efective au fost considerate suficiente pentru apărarea frontierei, iar prezența în regiunea danubiană a foștilor cazaci zaporojieni nu a mai fost considerată necesară. Țarul în persoană a sugerat atamanului Gladki să se mute cu oamenii săi în Kuban, unde să se alăture altor cazaci proveniți din regiunea Zaporijie, unde aceștia din urmă formaseră Armata de la Marea Neagră. Gladki a vizitat în 1830 Kubanul, dar a refuzat să accepte recolonizarea în zonă, susținând că mica sa armată nu ar face față greutăților relocării la o distanță atât de mare și în plus nu ar accepta subordonarea autorității liderilor Armatei Mării Negre. În cele din urmă, împăratul a acceptat ca Gladki și oamenii săi să rămână în Novorussia. Gladki a găsit un teritoriu în vecinătatea Armatei cazacilor de pe Don și la nord de Marea de Azov, între Berdiansk și Mariupol ( Oblastul DOnețk contemporan din Ucraina).
Gladki s-a mutat cu 2.336 de oamenii ai săi (din care 637 de femei) în 1832 în așa-zisa Priazovie, unde s-a format în mod oficial Armata cazacilor de la Azov. Gladki a devenit ataman „nakazni” (numit).
Armata cazacilor de la Marea Azov a fost singura care a avut un rol naval. Ea a avut ca obiectiv apărarea litoralului Mării Negre din regiunile Caucazului și Crimeii. Dat fiind faptul că efectivele inițiale ale Armatei erau relativ mici, au fost încadrați în efectivele ei și țăranii din satul Novospasovka. Efectivele armatei au crescut odată cu sosirea a numeroși voluntari din gubernia Cernigău. În 1839, s-au așezat pe teritoriul Armatei 217 cazaci nekrasoviți.

## Paza de coastă în apele teritoriale ale Mării Negre

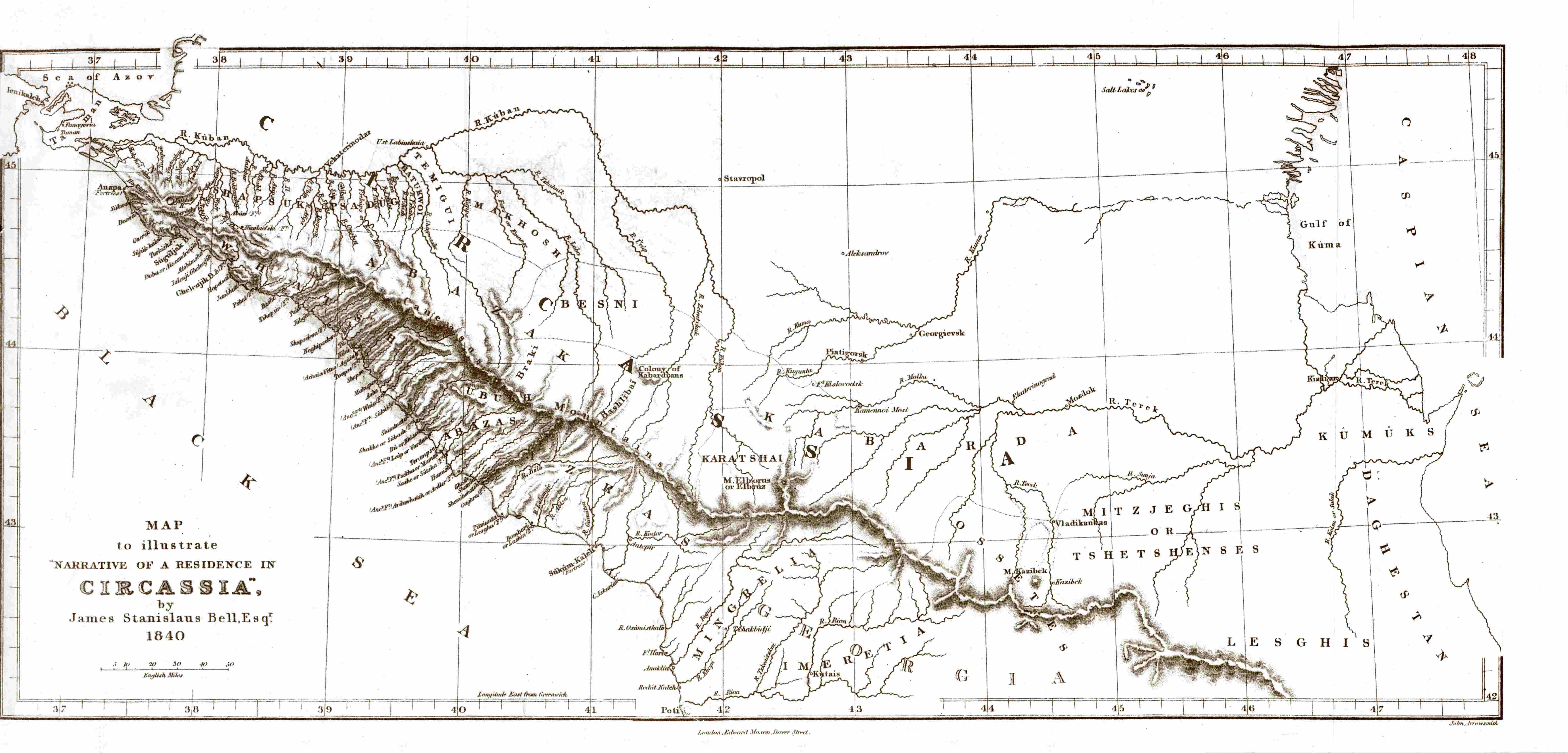
Armata cazacilor de la Azov a fost responsabilă pentru patrularea în largul apelor Cercheziei

Armata cazacilor de la Azov a fost implicată la scurtă vreme după formarea ei în Războiul Caucazului. Comandanții ruși din regiune au luat hotărârea să exercite presiuni asupra cerchezilor prin atacuri lansate de pe versanții sud-vestici ai Caucazului, adică de la Strâmtoarea Kerci, de-a lungul coastei Mării Negre, până în Abhazia. Cazacii au constituit o linie defensivă de la Anapa până la Suhumi. Prima debarcare amfibie rusă făcută de Flota Mării Negre a avut loc în 1830 lângă Gagra, pe vremea în care Armata Azovului nu exista încă. După colonizarea cazacilor lui Gladki în 1832, el a trecut imediat la formarea a 10 comandouri formate din câte 20 de cazaci (mai târziu, efectivele comandourilor au crescut la 26 de cazaci) dotate cu barje (барка barka). Bazele micii flote au fost stabilite la Suhumi și Konstantinovka. De aici, cazacii executau misiuni de recunoaștere, mai înainte de atacurile sau debarcările marinei imperiale și sprijineau cu foc debarcările marinarilor.
Flota cazacilor de la Azov a participat la interceptarea a numeroase vase care îi aprovizionau prin contrabandă pe rebelii caucazieni. În 1835, cazacii au reușit să distrugă în largul coastelor Novorossiiskului două goelete, pentru ca mai târziu să captureze vasul cargo „Vixen”, care transporta un important arsenal de arme de foc destinate caucazienilor. În 1839, Imam Șamil și-a trimis unul dintre locotenenți săi, Mahomet-Amin, să ajute la unificarea mișcării cerchezilor din nordul Kubanului. Mahomet-Amin a organizat în 1840 atacuri ale acestora împotriva așezărilor căzăcești de la Marea Neagră. Cazacii au fost depășiți numeric de atacatori și, după ce mai multe forturi și garnizoane ruse au fost cucerite, Armata cazacilor de la Azov și flota lor și-au dovedit importanța prin evacuarea unităților ruse care supraviețuiseră atacului rebelilor.
În ciuda eșecului rușilor în construirea unei linii defensive a Mării Negre și a evacuării unităților militare ruse pe calea apelor, misiunea cazacilor de la Azov de patrulare a regiunii de coastă a Mării Negre a rămas neschimbată. În 1845, cele 26 de comandouri au fost reorganizate în două subunități. Prima dintre ele, cu un efectiv de 147 de cazaci și 7 ofițeri, patrulau zona maritimă dintre Anapa și Navaginsk. Cea de-a două subunitate patrula regiunea dintre Sviatogo Duha și Sviatogo Nikolaia. Succesele obținute de cazacii de la Azov în lupta împotriva corăbiilor cerchezilor și aliaților acestora au făcut ca autoritățile ruse să plănuiască în 1843 recolonizarea lor într-o regiune vastă a țărmului Mării Negre, de la Mingrelia până la vărsarea râului Kuban. Totuși, aceste planuri au fost abandonate în cele din urmă.

## Războiul Crimeii
După evenimentele din 1848, devenise clar pentru toată lumea că Imperiul Rus era pe cale să reintre într-un conflict militar de amploare cu Imperiul Otoman și proaspeții săi aliați, Imperiul Britanic și A doua Republică Franceză. Prima misiune a cazacilor de la Azov a fost distrugerea fortificațiilor ridicate de ruși pe țărmul caucazian al Mării Negre. După ce navele britanice și franceze au reușit să forțeze intrarea prin Strâmtoarea Kerci în Marea Azov, ei au făcut planuri să continue înaintarea pe calea apelor de Don. Această înaintarea ar fi avut ca scop întreruperea aprovizionării de către ruși a Crimeii și crearea unei diversiuni. Cei 1.920 de cazaci ai Armatei de la Avoz a avut misiunea să-i împiedice pe anglo-francezi să înainteze pe Don în amonte, misiune de care s-au achitat cu succes. (Vedeți și: Asediul Taganrogului.
În afară de apărarea regiunii costiere a Mării Negre, Armata cazacilor de la Azov a trebuit să-și apere și propriile stanițe. Gladki a înființat trei subunități de armată neregulată (miliții): un batalion naval (722 de cazaci), un batalion de infanterie (400 de cazaci) și o sotnie de cavalerie.
Datorită apărării slabe a Strâmtorii Kerci, o escadră de 57 de vase anglo-franceze cu 17.400 de oameni a reușit în mai 1855 să forțeze intrarea în Marea Azov. Flota aliată a bombardat Berdianskul și o serie de stanițe de pe țărmul nordic al Azovului. Cu toate acestea, orice încercare de debarcare a fost respinsă cu succes de cazaci. Încercarea debarcării în dreptul cartierului general al cazacilor de la Petrovki Posad s-a încheiat cu un dezastru pentru ocupanții celor 100 de vase de debarcare. Supraviețuitorii acestei tentative eșuate de debarcare s-au reîntors pe navele escadrei. A urmat o nouă tentativă de debarcare la Taganrog, dar cazacii de pe Don au reușit la rândul lor să respingă atacul.
După încheierea războiului în 1856, cazacii de la Marea Azov și-au reluat misiunile de patrulare în Marea Neagră. Armata cazacilor de la Marea Azov a fost decorată cu cea mai înaltă distincție militară a Imperiului Rus, Ordinul Sfântului Gheorghe, „Pentru vitejia excepțională și serviciul excelent din timpul războiului împotriva francezilor, englezilor și turcilor din 1853-1858 

## Sfârșitul Armatei cazacilor de la Azov
După încheierea Războiului Crimeii, Gladki a fost avansat la gradul de general-colonel, s-a pensionat și s-a retras în Alexandrovsk, unde a trăit până la moarte, în 1866. În timpul celor 30 de ani de prezență a cazacilor în regiunea țărmului nordic al Azovului, regiunea a devenit foarte prosperă, cu peste 10.000 de cazaci, care se ocupau cu pescuitul, agricultura și negustoria. Războiul Caucazului a dus la desființarea Armatei cazacilor de la Azov. Generalul Evdokimov a inițiat o serie de reforme militare, formând Armata cazacilor din Kuban și cea a cazacilor de pe Terek prin cazacii de la Marea Neagră și cei ai Liniei Caucazului.
Pe frontul din Caucaz, în special în regiunea de vest, după mai multe decenii de insuccese, rușii au reușit să cucerească treptat teritoriile cerchezilor. Populația pașnică a fost mutată în văi, iar membrii triburilor agresive au fost alungați în Turcia. Generalul Evdokimov a sugerat împăratului Alexandru al II-lea ca, în condițiile în care rolul cazacilor de la Marea Azov fusese preluat de Marina Militară Rusă, iar regiunile muntoase fuseseră parțial depopulate, cazacii de la Azov să fie recolonizați în Caucaz.
Pentru început, generalul Evdokimov a propus mutarea a aproximativ 800 de cazaci și a familiilor acestora în Caucazul de vest, care urmau să beneficieze de transport gratuit și de compensații materiale. Selectarea celor care urmau să fie relocați avea să fie făcută prin tragere la sorți, după eliminarea celor care nu aveau fii majori, a adolescenților orfani și a celor de peste 45 de ani. Până în cele din urmă nu s-a organizat nicio tragere la sorți. Toți cazacii descendenți ai celor originari din Siciul Dunării, nekrasoviții, (stanițele Nilolskaia și Pokrovsakaia) și cazacii din stanița Starokubskaia, (descendenții coloniștilor veniți din Cernigov), au fost de acord să se mute în Kuban. Spre deosebire de aceștia, locuitorii din stanițele Novospasskaia și Petrovskaia, care erau urmașii țăranilor și negustorilor locali, deveniți cazaci în 1832, au ales să nu se mute.
Aproape o jumătate din efectivele Armatei cazacilor de la Azov, adică 1.093 de familii cu 5.224 de membri, au părăsit regiunea Azovului în 1862 și s-au mutat în stanițele regimentelor Abinsk și Adagumsk din cadrul Armatei cazacilor din Kuban. Ei au luat parte la fazele finale ale Războiului Caucazului, care avea să se termine doi ani mai târziu, în 1864. Foștii cazaci de la Azov aveau să se integreze perfect în Armata din Kuban. Urmașii din ziua de azi ai acestor cazaci trăiesc până în ziua de azi în stanițele montane din Ținutul Krasnodar și Adîghea din Rusia.
Restul regiunii cazacilor de la Azov a fost trecută sub administrația guvernatorului Ekaterinoslavului, iar mai târziu a devenit parte a RSS Ucraineană. În zilele noastre, urmașii cazacilor de la Azov încearcă să reînvie tradițiile înaintașilor lor.